# 한국미술박물관
한국미술박물관은 대한민국의 서울 종로구 원서동에 있는 사립박물관이다. 관장은 권대성 관장이며,이다. 1993년에 한국불교미술박물관으로 개관하여, 불교미술 전문박물관으로 운영하다가 2011년 1월 한국미술박물관으로 명칭을 변경하였다.

## 전시 물품
- 보물 제 1204호 : 의겸등필수월관음도(義謙等筆水月觀音圖)[2]
- 보물 제 1210호 : 청량산괘불탱(淸凉山掛佛幀)
- 그 외 서울시 지정문화재와 서울지 문화재자료, 불상과 불과, 공예, 도자기, 미술품 등 총 3,000여 점의 국내외 불교유물 및 전통미술품 소장 및 전시중이다.[1]

## 전시실
- 상설 전시실 : 제1~3 전시실
- 기획전시실
- 야외전시장
- 어린이와 성인을 대상으로 하는 다양한 체험프로그램 운영.

## 이용 안내
- 개장시간 : 오전 10:00 ~ 오후 6:00 (입장마감시간 오후 5시), 동절기(10월~2월) 오전 10:00 ~ 오후 5:00 (입장마감시간 오후 4시)
- 입장료
  - 성인 : 5,000원
  - 학생 : 3,000원 (4세이상 초,중,고생)
  - 단체 : 10人이상 20%할인(단체관람은 전화예약時)
- 휴일 : 매주 월요일 · 1월 1일 · 추석, 설 연휴기간
- 기타
  - 가이드투어 가능

## 주변 관광지
- 창덕궁
- 북촌 한옥마을
- 인사동
- 삼청동

## 같이 보기
- 대한민국의 박물관과 미술관 목록

## 참고자료
- “발자취 및 연혁”. 한국미술박물관. 2012년 2월 15일에 원본 문서에서 보존된 문서. 2011년 2월 14일에 확인함.
- 본 문서에는 서울특별시에서 지식공유 프로젝트를 통해 퍼블릭 도메인으로 공개한 저작물을 기초로 작성된 내용이 포함되어 있습니다.